# Festmacherleine

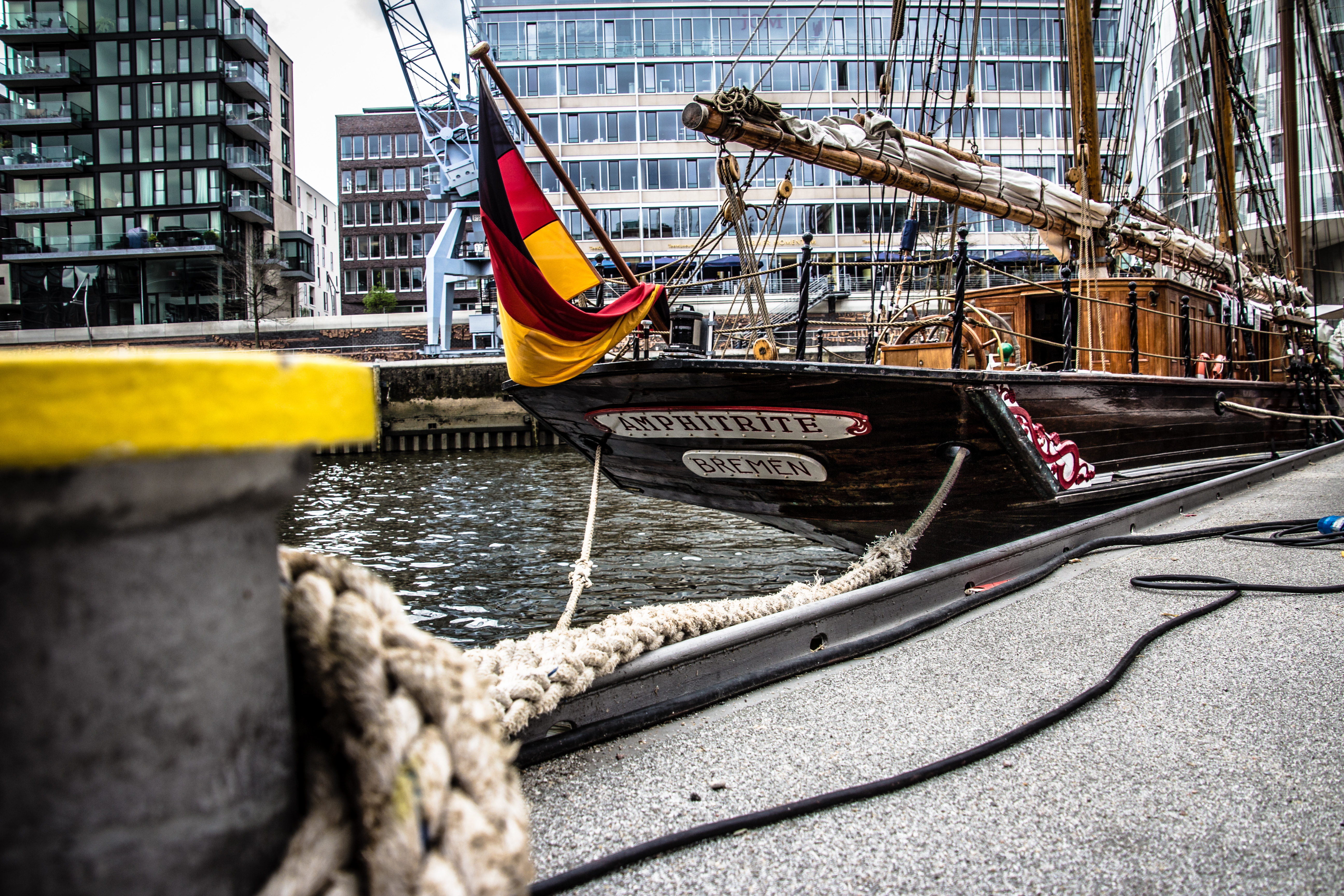
achtfach quadratgeflochtene Achterleinen der Amphitrite am Poller

Festmacherleinen sind Leinen oder Trossen (auch: Tauwerk), die zur Befestigung eines Schiffes an Pollern am Kai, an der Pier oder an einem anderen Schiff benutzt werden.

## Bezeichnungen der Leinen
Gebräuchlich sind:
- Vorleine oder Bugleine (vom Bug nach vorne).
- Achterleine oder Heckleine (vom Heck nach achtern).
- Vorspring (schräg an der Seite des Schiffes vom Bug nach hinten verlaufende Spring)
- Achterspring (schräg an der Seite des Schiffes vom Heck nach vorn verlaufende Spring)

Zusätzlich können Brustleinen oder Querleinen angebracht werden, um das Schiff dicht am Steg zu halten. Zwischen Boot und Steg werden Fender befestigt, damit durch die Schiffsbewegungen am Steg nicht der Rumpf beschädigt wird.

Vorleine – doppelte Vorleine – Vorspring – Achterleine – Achterspring
Bildliche Darstellung der Festmacherleinen
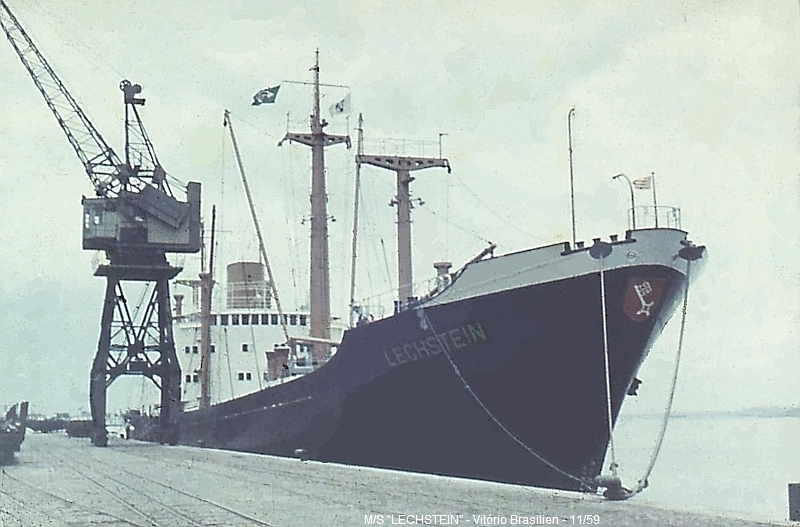
Vorleinen der Lechstein (NDL)
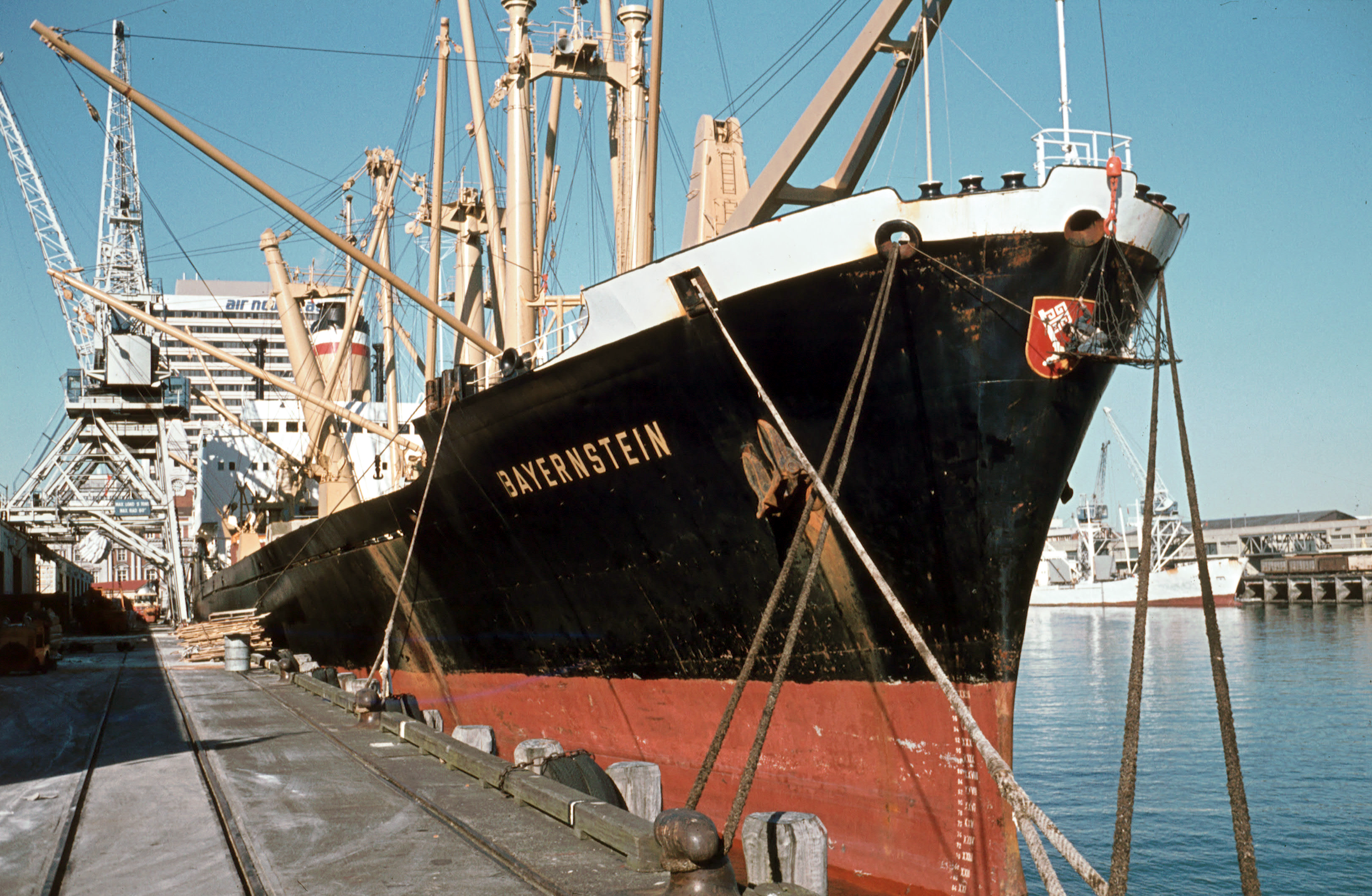
Bayernstein mit doppelten Vorleinen fest (Hapag-Lloyd)
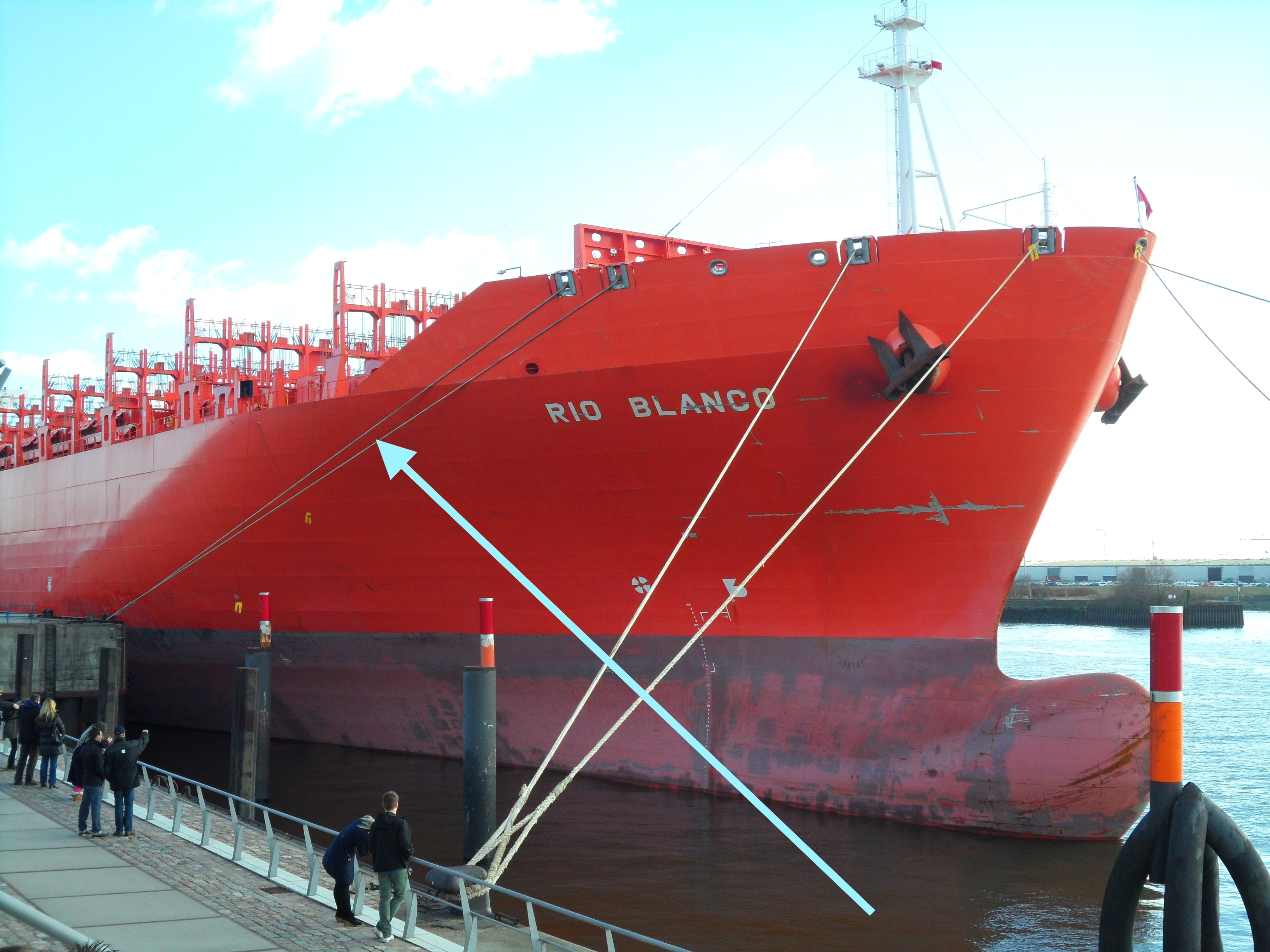
Vorspring des Containerschiffs Rio Blanco der HSDG
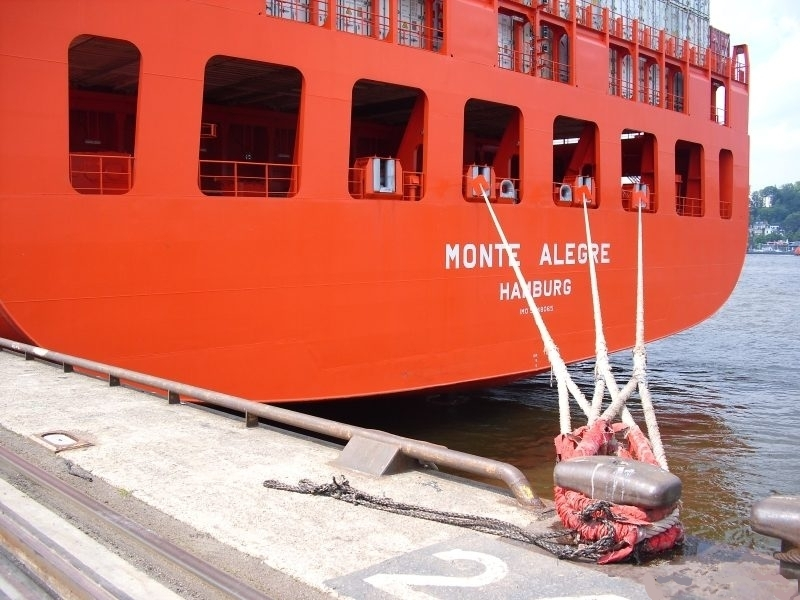
Achterleinen des Containerschiffs Monte Alegre der HSDG
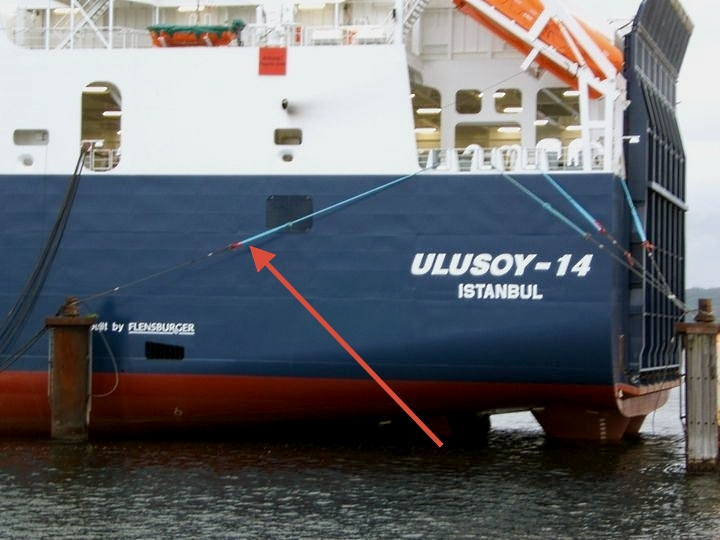
Achterspring, türkische Fähre ULUSOY-14

Ankerketten zählen nicht zu den Festmacherleinen.

## Anwendung

### Wurfleine
Um die bisweilen dicken, schweren Festmacherleinen an Land zu bringen, kann eine Wurfleine verwendet werden, die an einem Ende mit einem sandgefüllten kleinen Lederbeutel, einem Wurfleinenknoten oder einer Affenfaust beschwert ist.

### Belegen der Leinen
An Land werden die Leinen meist von einem Festmacher auf einem Poller belegt. Dazu ist in ein Ende der Festmacherleine ein großes Auge fest eingespleißt und zum Schutz vor Abrieb oft mit Leder oder Gewebe überzogen.

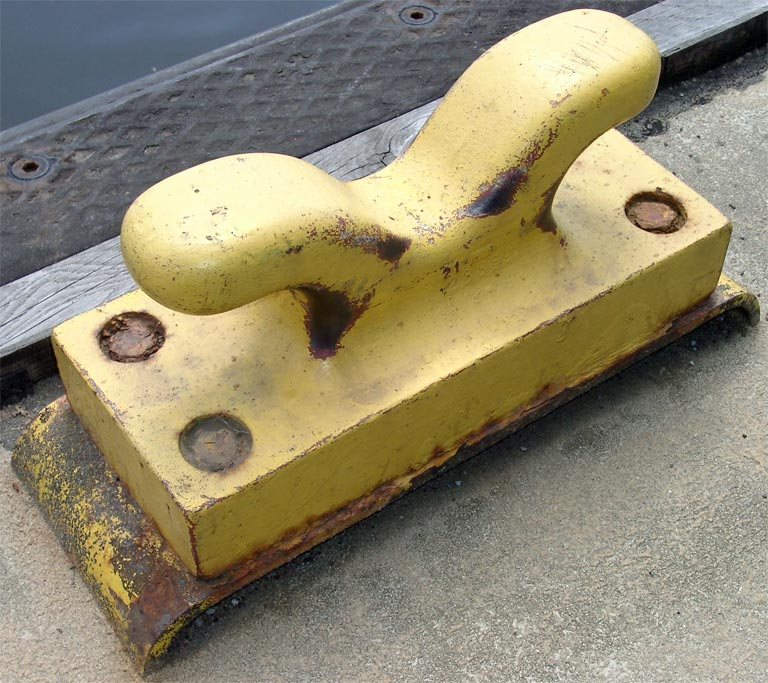
Hafenklampe
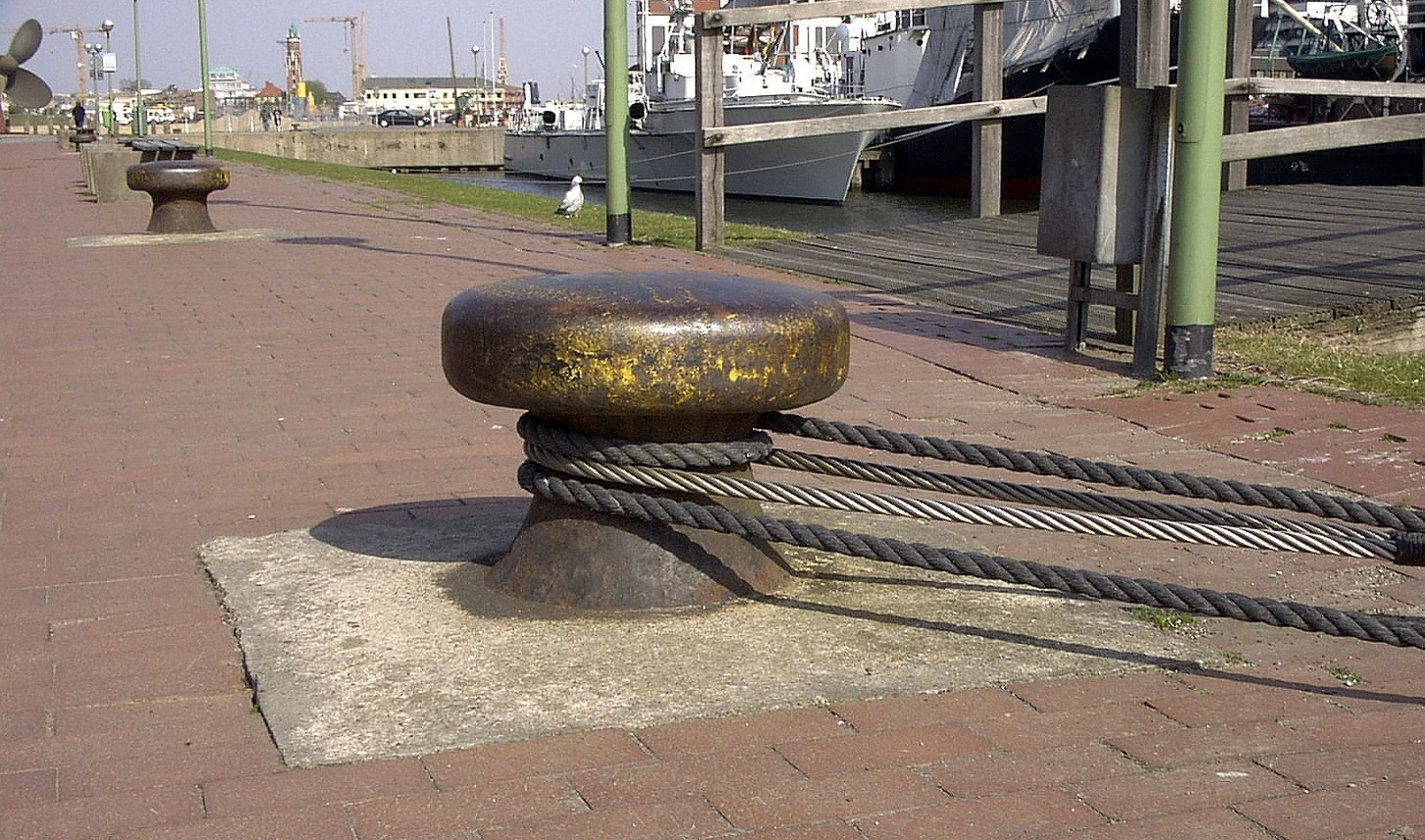
Festmacherleinen an einem Poller

Kleinere Schiffe werden an Pollern, Ringen oder Klampen belegt (vergl. Belegen auf der Klampe). Die dabei am häufigsten verwendeten Knoten sind der Palstek, der Webeleinenstek, Rundtörn mit zwei halben Schlägen und der Roringstek.

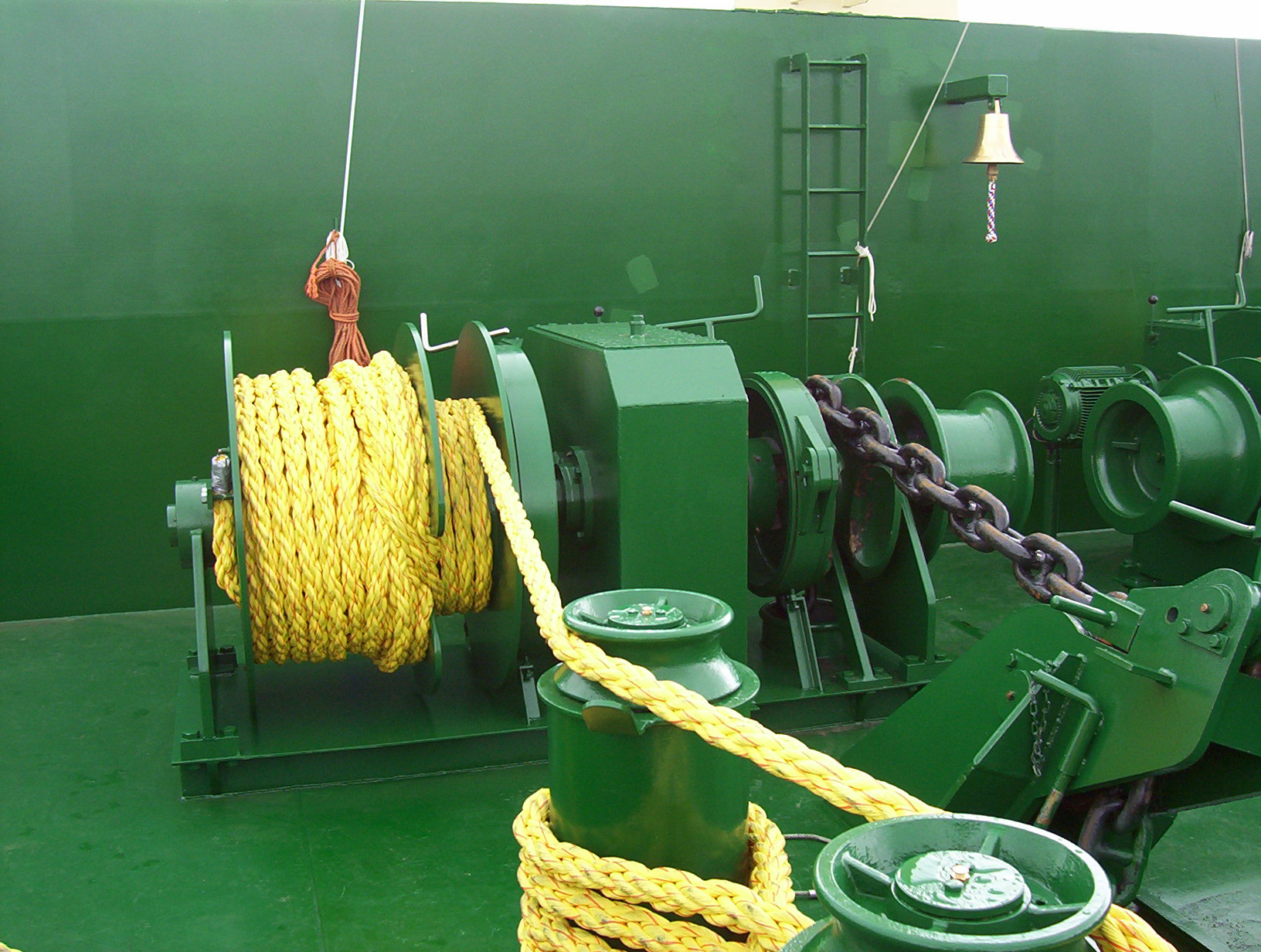
Seilwinde mit Doppelpoller
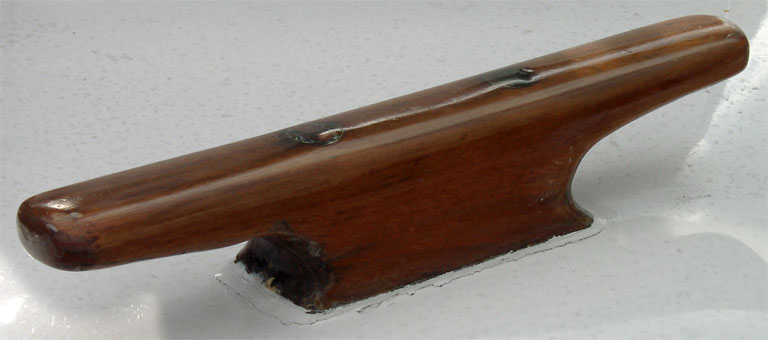
Holzklampe

An Bord von Booten werden die Festmacherleinen auf einer Klampe belegt. Auf großen Schiffen werden die Festmacher mit einer Seilwinde gespannt und auf einem Doppelpoller belegt.

### Ruckdämpfung

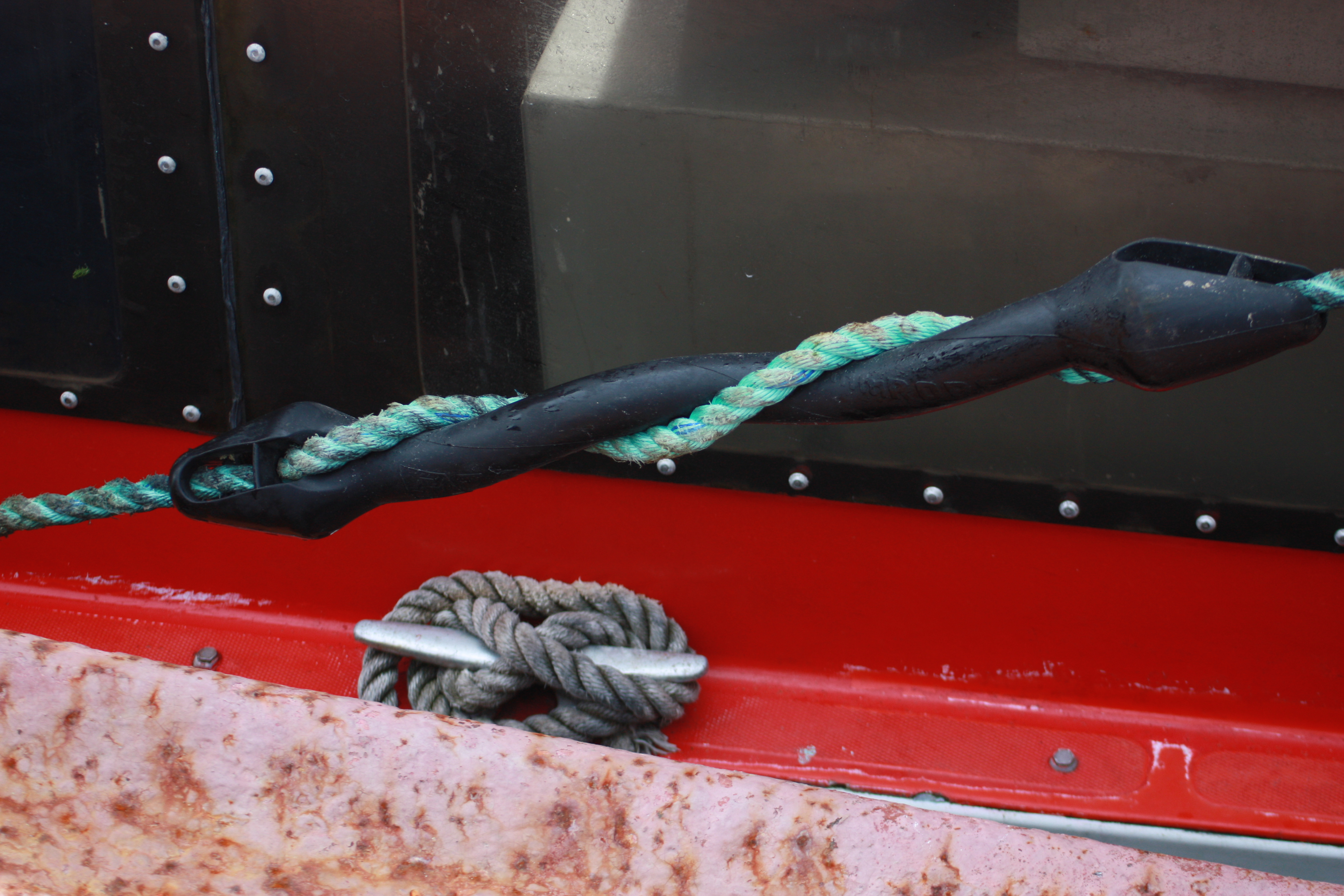
Ruckdämpfer an einem festgemachten Boot

Damit das Schiff auch im Seegang möglichst ruhig liegt und die Schiffsbewegungen gedämpft werden, wird entweder vierkant-geflochtenes Tauwerk verwendet, das durch diese Flechtart eine hohe Dämpfung aufweist und sehr gut handhabbar ist. Zum anderen kommt geschlagenes (gedrehtes) Tauwerk zur Anwendung, das dehnbarer ist als normales geflochtenes (mehr „Reck“ besitzt). Bei Yachten werden die Festmacherleinen nicht fest gespannt, sondern hängen immer leicht durch, damit sich das Schiff im Seegang etwas bewegen kann. Bei kleinen Booten werden am Liegeplatz auch Ruckdämpfer aus Hartgummi oder in Form einer Stahlfeder eingesetzt. Eine doppelt „auf Slip gelegte“ Festmacherleine hat eine doppelt so große Dämpfung wie eine einfache.
Eine Alternative zur Festmacherleine ist ein hydraulischer Bootslift für kleinere Boote. So ist das Boot nicht den Gezeiten und dem Wellenschlag ausgesetzt.

### Rattenabwehr
Festmacherleinen sind ein Weg, auf dem in Häfen Ratten an Bord gelangen können. Deshalb steckt man erforderlichenfalls auf jede Festmacherleine ein Rattenblech.

## Material

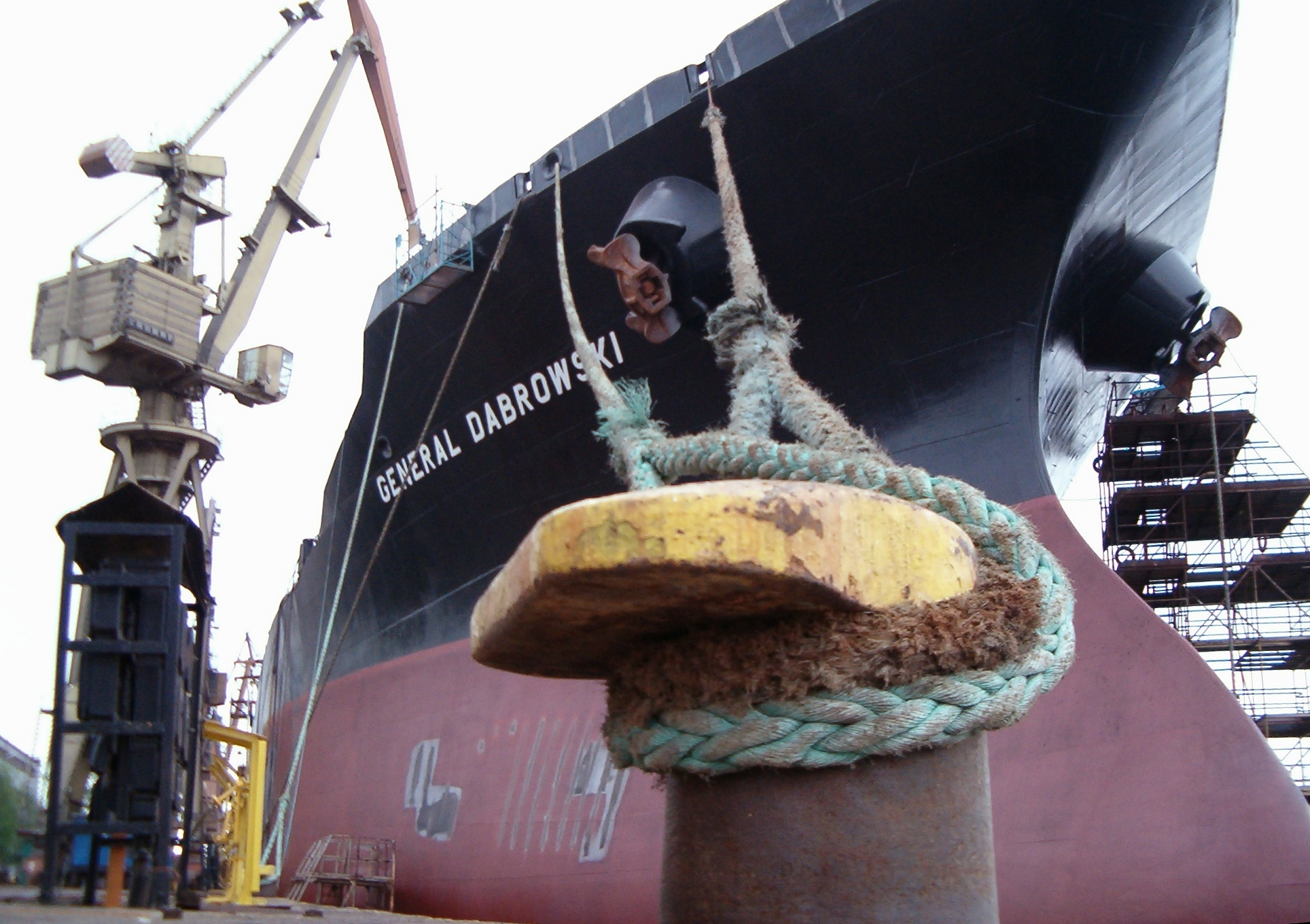
Achtfach quadratgeflochtenes Tauwerk der General Dabrowski (der obere Festmacher am Poller zeigt massiven Abrieb)

Festmacherleinen sollen besonders ruckdämpfend, reißfest und idealerweise schwimmfähig sein. Diese Eigenschaften werden von den zur Verfügung stehenden Materialien nicht gleichzeitig erfüllt. Besonders elastisch ist Polyamid (Nylon), besonders reißfest ist Polyester, schwimmfähig ist Polypropylen. Hier hilft eine besondere Flechtweise, um auch weniger elastisches Material elastischer zu machen: die 8-fache-Quadratflechtung in Kombination mit Polyester ergibt hochfeste elastische Festmacherleinen, die zudem sehr weich in der Handhabung sind und keine Kinken (Seilfehler durch Verdrehung oder Knicken) bilden.